# Вуйшке (Хохкирх)

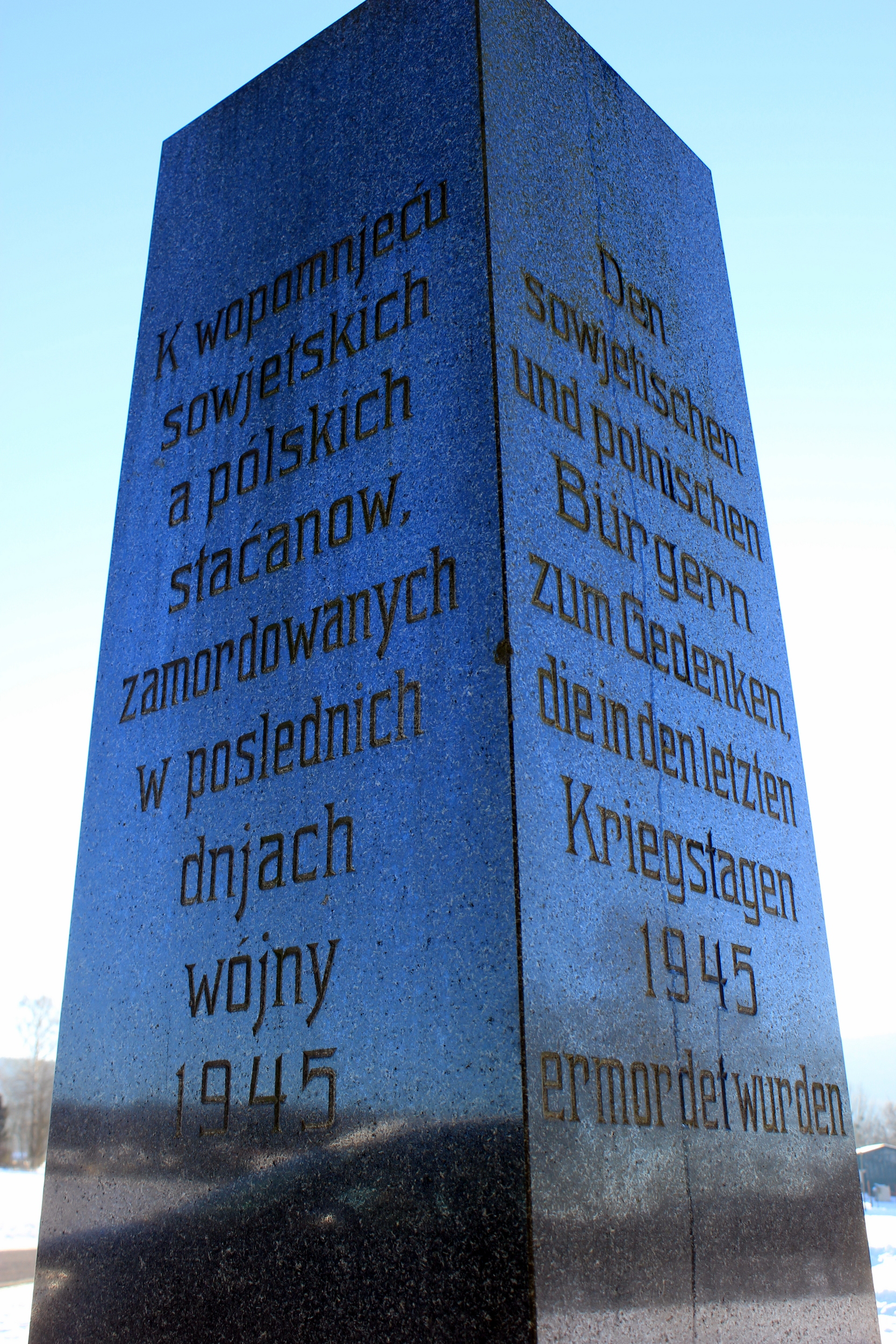
Памятник польским и советским воинам, убитым в последние дни войны 1945

Ву́йшке или Ву́йежк-под-Чо́рнобогом (краткий вариант — Вуйежк) (нем. Wuischke; в.-луж. Wuježk, Wuježk pod Čornobohomо файле) — деревня в Верхней Лужице, Германия. Входит в состав коммуны Хохкирх района Баутцен в земле Саксония. Подчиняется административному округу Дрезден.

## География
Располагается примерно в 2,5 километрах юго-западнее административного центра коммуны Хохкирх у подножия холмов Чорнебох (Czorneboh, Čornobóh, 534 м.) и Хохштайн (Hochstein, Rubježny hród, 542 м.).
Соседние населённые пункты: на северо-востоке — административный центр коммуны Хохкирх, на востоке — деревня Жорносыки, на северо-востоке - деревня Новы-Вуежк, на западе — деревня Рахлов-род-Чорнобогом коммуны Кубшюц и на северо-западе — деревня Мешицы.

## История
Впервые упоминается в 1419 году под наименованием Ugest parcva.
С 1936 по 1973 года деревня входила в состав коммуны Мешвиц. С 1973 года входит в современную коммуну Хохкирх.
В настоящее время деревня входит в состав культурно-территориальной автономии «Лужицкая поселенческая область», на территории которой действуют законодательные акты земель Саксонии и Бранденбурга, содействующие сохранению лужицких языков и культуры лужичан.
В апреле 1945 года в лесу на юго-восток от деревни Новы-Вуежк были расстреляны 85 советских и польских военнослужащих. На месте братской могилы, обнаруженной в 1961 году, был установлен в 1962 году мемориальный обелиск на дороге в сторону деревни Новы-Вуежк.
Исторические немецкие наименования
- Ugest parcva, 1419
- Wugist, 1441
- Vgest, Vgist, 1472
- Vgest bei Hoenkirche, 1498
- Vgischgk, 1499
- Wgest bey Hoenkirche, 1505
- Cleynen Wgest, 1531
- Wujeschke, 1534
- Vigist, 1569
- Wuyschke, 1658
- Wuischke, 1760
- Wuischke b. Hochkirch, 1875

## Население
Официальным языком в населённом пункте, помимо немецкого, является также верхнелужицкий язык.
Согласно статистическому сочинению «Dodawki k statisticy a etnografiji łužickich Serbow» Арношта Муки в 1884 году в деревне проживало 237 человек (из них — 205 серболужичан (86 %)).
| 1834 | 1871 | 1890 | 1910 | 1925 |
| ---- | ---- | ---- | ---- | ---- |
| 256  | 265  | 211  | 202  | 205  |

## Достопримечательности
Памятники культуры и истории земли Саксония
- Памятник польским и советским воинам, убитым в последние дни войны, Steindörfler Straße, 1945 год (№ 09251715)
- Жилой дом с хозяйственными постройками, Wuischke 2, 1800 год (№ 09251586)
- Нижняя мельница, Wuischke 3, 1790 год (№ 09251717)
- Жилой дом с хозяйственными постройками, Wuischke 4, 1800 год (№ 09251587)
- Жилой дом с хозяйственными постройками, Wuischke 13, 1850 год (№ 09251585)
- Жилой дом с хозяйственными постройками, Wuischke 17, 1780 год (№ 09251591)
- Господский дом, Wuischke 18, первая половина 16 века (№ 09251718)
- Жилой дом, Wuischke 24, первая половина 16 века (№ 09251718)
- Жилой дом с хозяйственными постройками, Wuischke 25, 1700 год (№ 09251589)
- Жилой дом с хозяйственными постройками, Wuischke 26, 1819 год (№ 09251595)
- Дом лесника с хозяйственными постройками, Wuischke 29, 1860 год (№ 09251627)
- Жилой дом с хозяйственными постройками, Wuischke 31, 1850 год (№ 09251594)
- Жилой дом с хозяйственными постройками, Wuischke 33а, 1855 год (№ 09251593)
- Жилой дом, Wuischke 40, 1850 год (№ 09251625)

Галерея

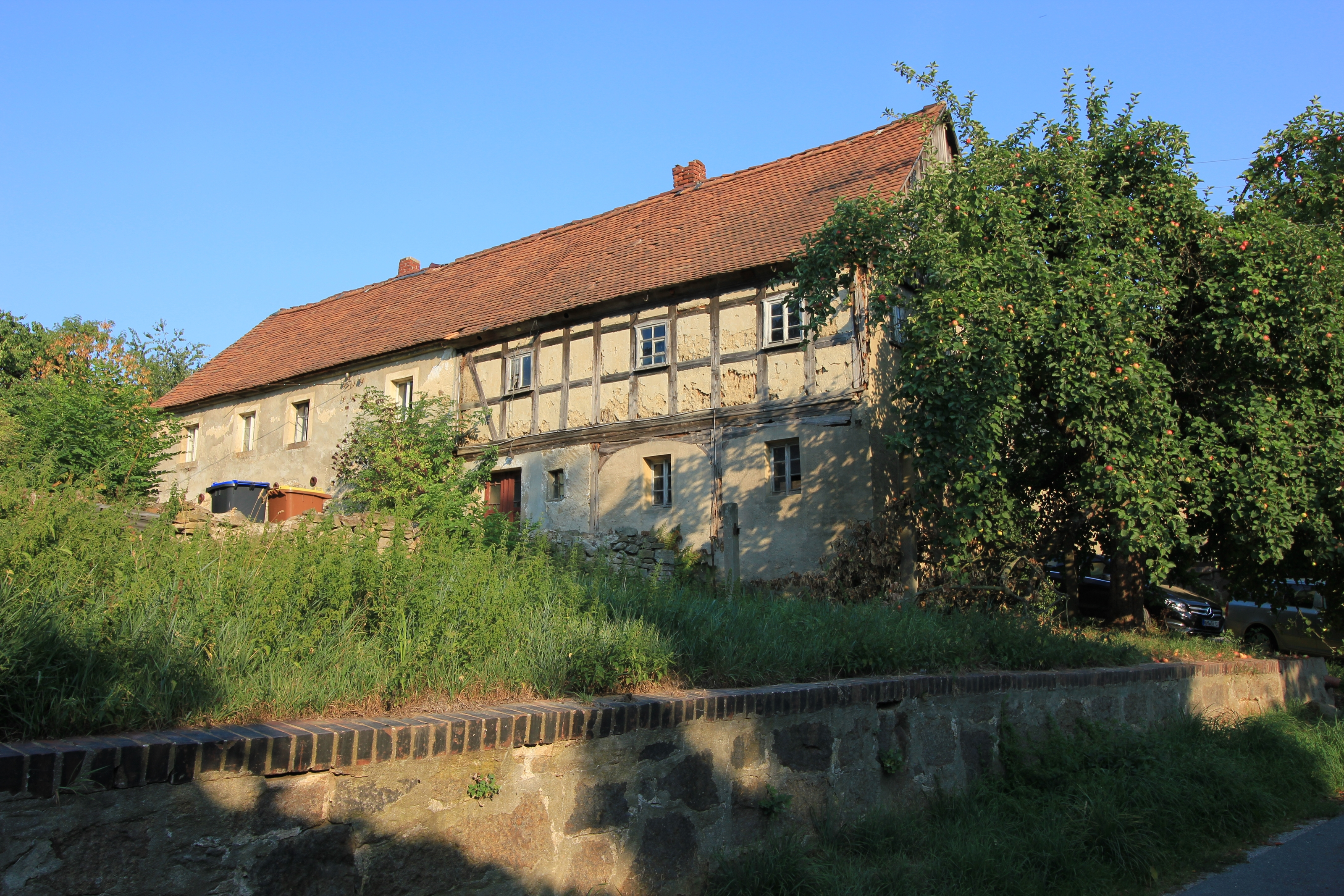
Жилой дом, Wuischke 33а
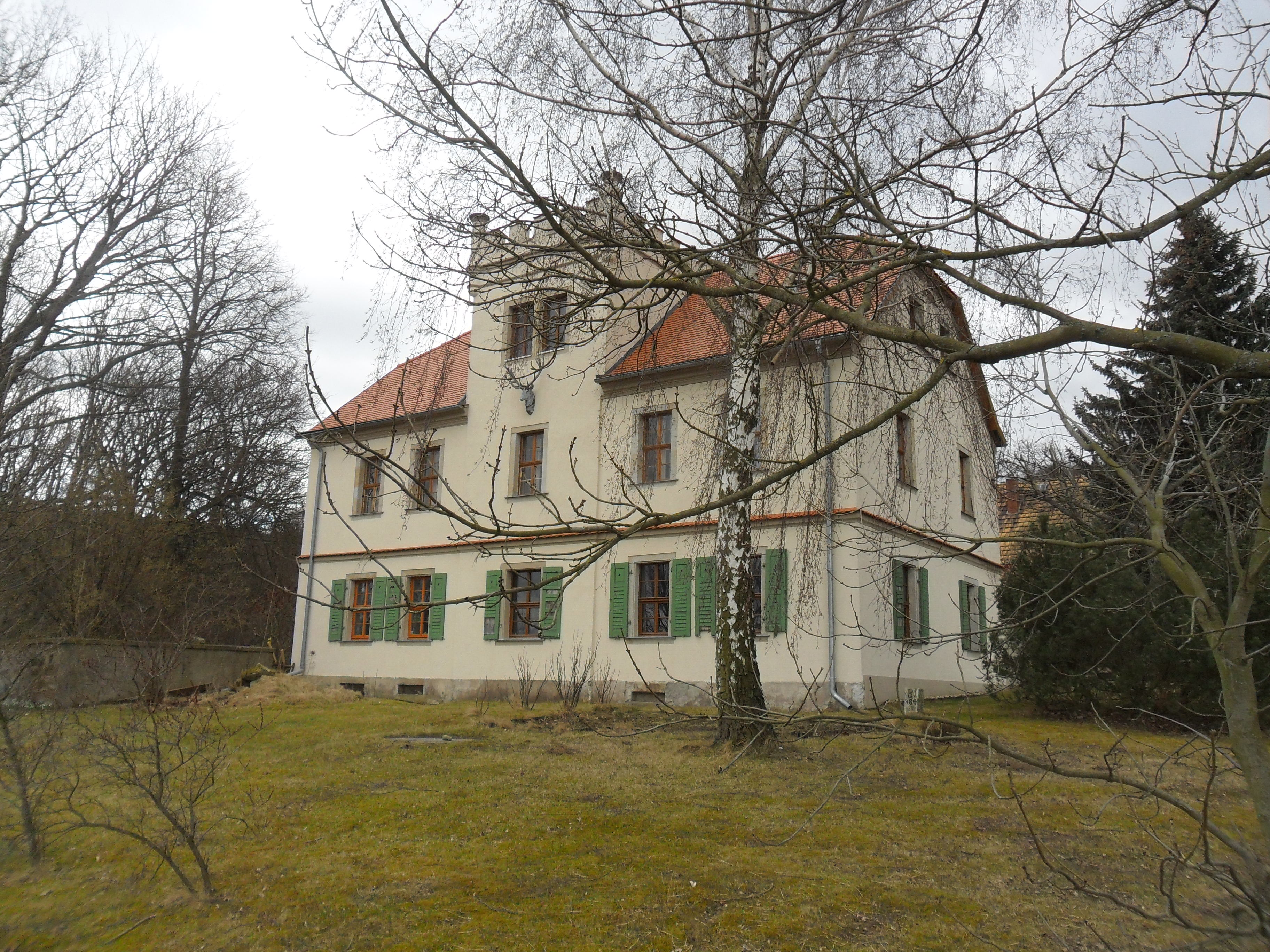
Дом лесника, Wuischke 29
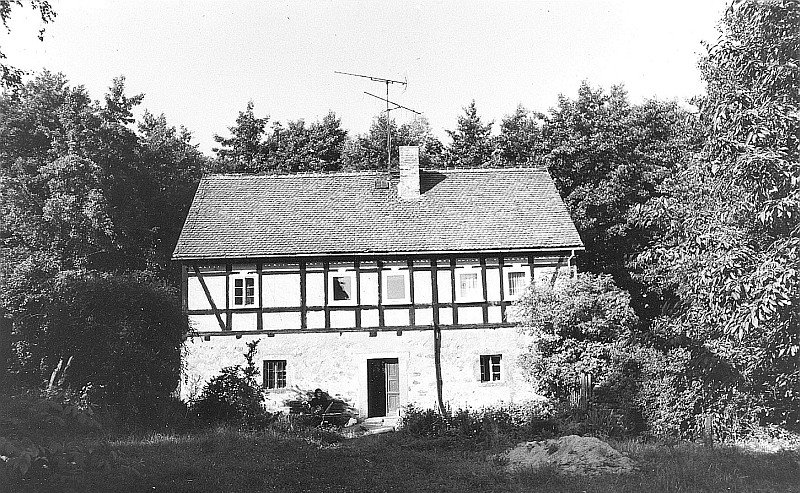
Нижняя мельница, Wuischke 3